# Marco Risi

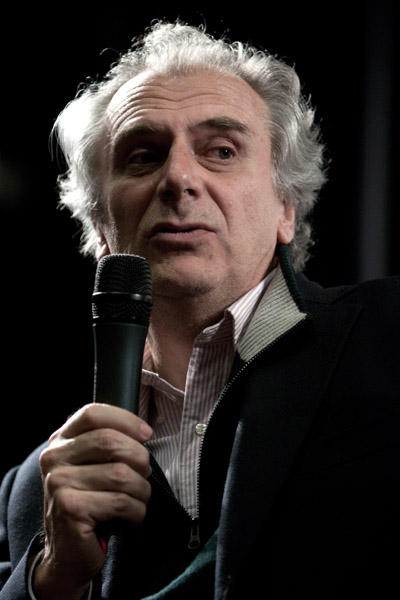
Marco Risi (2009)

Marco Risi (* 24. Juni 1951 in Mailand) ist ein italienischer Filmregisseur und Drehbuchautor.

## Leben
Der Sohn des Regisseurs Dino Risi brach ein Studium der Philosophie ab und begann als Regieassistent bei seinem Onkel Nelo für Una stagione all'inferno (1970) und bei Duccio Tessari für Zorro (1975). Mit seinem Vater und für ihn schrieb er als Koautor sein erstes Drehbuch Caro papà (1979). Nach dem 1977 entstandenen Dokumentarfilm Appunti su Hollywood brachte Risi 1982 seinen ersten Spielfilm Vado a vivere da solo heraus. 1991 erhielt er für Überleben in Palermo (1990) den David di Donatello für die beste Regie. 1992 gründete er mit Maurizio Tedesco die Produktionsfirma Sorpasso Film. Der mit dieser Firma koproduzierte Film Die entfesselte Silvesternacht war für den David nominiert. Auch weiterhin entstanden nun vor allem Komödien; daneben widmete er sich auch der Produktion anderer Regisseure.

## Filmografie (Auswahl)
Drehbuch
- 1979: Caro Papa (Caro papà)

Regie
- 1982: Vado a vivere da solo
- 1985: Vom Blitz getroffen (Colpo di fulmine) (& Buch)
- 1989: Für immer Mery (Mery per sempre)
- 1990: Überleben in Palermo (Ragazzi fuori) (& Buch)
- 1998: Die entfesselte Silvesternacht – The Last New Year’s Eve (L’ultimo capodanno) (& Buch, Produktion)
- 2008: L’ultimo padrino (zweiteiliger Fernsehfilm)

Produktion
- 1996: Hamam – Das türkische Bad (Il bagno turco)